# Margreeth de Boer
Margaretha (Margreeth) de Boer (ur. 16 kwietnia 1939 w Amsterdamie) – holenderska polityk, urzędniczka i działaczka samorządowa, w latach 1994–1998 minister mieszkalnictwa, planowania przestrzennego i środowiska, posłanka do Tweede Kamer.

## Życiorys
Kształciła się w akademii społecznej, instytucji szkolącej pracowników sektora społecznego. Pracowała w administracji lokalnej jako urzędniczka instytucji sektora polityki społecznej w Amsterdamie i Zaanstad. Zaangażowała się w działalność polityczną w ramach Partii Pracy. Była radną miejscowości Wormer (1970–1978) i radną stanów prowincjonalnych Holandii Północnej (1978–1993). Od 1987 wchodziła w skład egzekutywy tej prowincji, odpowiadając m.in. za mieszkalnictwo i transport. W latach 1993–1994 była komisarzem królowej, kierując administracją prowincji Drenthe.
W sierpniu 1994 objęła urząd ministra mieszkalnictwa, planowania przestrzennego i środowiska w pierwszym rządzie Wima Koka. Sprawowała go do sierpnia 1998. Następnie do 2001 wykonywała mandat posłanki do Tweede Kamer, niższej izby Stanów Generalnych. W latach 2001–2004 pełniła funkcję burmistrza Leeuwarden, a od 2010 do 2011 była burmistrzem Hoogeveen.
Odznaczona Orderem Oranje-Nassau klasy IV (1998).